# Dilmun
Dilmuns trädgård har sin tillkomst i Sumer. Sumerernas kultur var som mest högstående 3000–2000 f.Kr. och den dominerade mespotamisk rätt, religion, konst, litteratur och vetenskap i nästan 700 år. Sumerernas kultur och mytologi influerade djupt kanaanéerna, som i sin tur influerade de judiska präster som skrev Moseböckerna. Likheterna mellan berättelsen om Dilmuns trädgård och Bibelns berättelse om Edens trädgård är många:
1. Idén om ett gudomligt paradis på jorden. Sumerernas Dilmuns trädgård var ett land för de odödliga och låg i sydvästra Persien eller, enligt en annan teori, i Bahrain. Även babylonierna och de semitiska folken, som erövrade Sumer, hade samma tankar om var detta paradis låg. Detta visar tydligt att Bibelns paradis, som också ligger till öster i Eden, och som har fyra floder, bland annat Eufrat och Tigris, är samma paradis som Dilmuns trädgård.
2. Idén att Dilmun vattnas av Enki och Uttu med färskvatten uppsprunget ur jorden är lik Bibelns "... men ett flöde vällde fram ur jorden och vattnade marken." (1 Mos 2:6).
3. Gudar föds utan smärta, ända fram till dess att Ninhursag blir vred och bestämmer att alla skall föda med smärta. I Bibeln bestämmer Gud att alla kvinnor skall föda med smärta, sedan Adam och Eva ätit av frukten.
4. Enkis girighet att äta de åtta heliga plantorna innehar samma tema som när Adam och Eva äter den förbjudna frukten.
5. Dilmuns trädgård ger också förklaringen till varför Eva skapas av ett revben. Eva betyder "livgiverskan". När Enki blir sjuk blir hans revben sjukt. Det sumeriska ordet för revben är "ti". Med hjälp av Ninhursag helas Enki av gudinnan Nin-ti, "revbensdamen". Men det sumeriska ordet "ti" betyder också "att ge liv". Nin-ti kan därför också betyda "damen som ger liv", lika väl som "revbensdamen". Detta är en mycket gammal litterär ordlek och när berättelsen översattes till hebreiska gick dubbelmeningen förlorad.

## Berättelsen
Dilmuns trädgård var ett stycke land som var rent och ljust. Den var gudarnas trädgård och paradis på jorden och låg till öster i Eden, stället där modergudinnan Ninhursag bodde. I Dilmuns trädgård fanns inga sjukdomar, korparna kraxade inte och lejonen och vargarna dödade inte andra djur. Guden Enki beslöt sig för att skapa kanaler och floder (Eufrat och Tigris) och tack vare Enkis välsignelse blomstrade för alltid jordbruket och handeln i Dilmuns trädgård, då man kunde använda sig av vattenvägarna för att sälja korn och frukter till folken utanför Dilmun.
Enki äktade modergudinnan Ninhursag och de fick en dotter, gudinnan Ninsar, som kallades för de sammetslena ängarnas och gröna fältens drottning. När Ninsar hade blivit fullvuxen, nio dagar senare, lämnade Ninhursag Dilmun för att förbereda vårens återkomst. Enki saknade henne så, men visste att han inte kunde lämna Dilmun, för det var hans heliga uppgift att fylla Dilmuns sjöar, floder och dammar med rent vatten. En dag såg Enki gudinnan Ninsar gå förbi. Han började förföra henne och de var tillsammans. De fick en dotter, Ninkurra, som var gudinna över betesmarkena i bergen. Senare fick Enki och Ninkurra en dotter, Uttu, som var gudinna över vävmönster och livslängtan.
När våren kom begav sig Ninhursag tillbaka och såg Uttu. Ninhursag förbjöd henne då att vara i närheten av träsk och flodbanker, så att hon skulle hålla sig ifrån Enki. Uttu lydde, men bara ett tag, och det dröjde inte länge innan Enki och Uttu var tillsammans. Enki övergav dock Uttu, som kände stor sorg, och beslöt sig därför för att vända sig till Ninhursag. Ninhursag gav Uttu rådet att plantera Enkis och Uttus livsfrön i jorden i Dilmuns trädgård. Nio dagar senare planterade Uttu åtta livsfrön (kropp, hjärta, ande, själ, kärlek, smärta, sorg och glädje). Ninhursag välsignade livsfröna med erfarenhetens visdom och gav rådet att i framtiden kommer man inte att få mer kärlek än man ger.
Uttus livsfrön började växa och Uttu förklarade att dessa åtta livsfrön i framtiden både kommer att vara mödrar och fäder. Dessa livsfrön kommer att kallas "växter" och kommer att vara gröna till färgen, och de kommer att växa och ge näring i Dilmuns trädgård. Enki kom efter en tid tillbaka och undrar förundrad vad dessa nya gudar var för något. Han fick till svar att det var trädplantor. Enki högg då ned en av plantorna och åt upp den. Han fortsatte sedan att äta upp all åtta plantorna. Detta gjorde modergudinnan rasande. Hon sade till Enki att det är ok att känna lust att bli mer erfaren, men man får inte ta tillfånga någons ande, kropp, hjärta och själ. 
Enki började snart känna sig dålig och åtta av hans organ blev sjuka. De andra gudarna försökte med alla medel att göra Enki frisk igen. En räv, Ninhursags heliga djur, övertalade Ninhursag att hela Enki. Ninhursag födde då åtta nya plantor, som hon använde i processen att hela Enki. Hon helade hans käke, hans tänder, hans mun, hans hals, hans armar, hans ben och hans revben. Enki blev helt frisk och han var mycket tacksam. Historien slutar med att Ninhursag och Enki lever lyckliga tillsammans.